# O Yeong-su
O Yeong-su (hangul: 오영수; nacido el 19 de octubre de 1944), es un actor y militar retirado surcoreano. O comenzó a actuar en teatro en 1967 y, según él mismo, ha aparecido en más de 200 producciones. Más tarde comenzó a actuar en cine y televisión, a menudo interpretando a monjes debido a su experiencia con obras de teatro budistas. En 2021, interpretó al anciano participante con el nombre de Oh Il-nam en el drama de supervivencia de Netflix El juego del calamar, que dio lugar a su popularidad internacional y ganó un Globo de Oro a mejor actor secundario en una serie de televisión.

## Primeros años
Con el nombre de O Se-kang, O nació en el condado de Kaepung, provincia de Gyeonggi (actual distrito de Kaepung, ciudad especial de Kaesong) en 1944. El abuelo de O era un educador local y propietario. Después de que se trazó la línea paralela 38 a través de Corea, él y su familia se mudaron a Paju en el lado sur de Corea controlado por el ejército estadounidense. Durante la Guerra de Corea que siguió poco después, su padre fue asesinado y su hermano fue secuestrado por tropas de Corea del Norte.

## Acusaciones de acoso
En noviembre de 2022, el actor fue acusado por abuso sexual por tocar de manera inapropiada a un hombre en el año de 2017, se le ha impuesto una pena de ocho meses de cárcel, que queda en suspenso durante dos años. Si durante este tiempo no comete ningún delito, no deberá pasar por prisión.

## Dramas
- El juego del calamar (Netflix, 2021)[7]
- Chocolate (jTBC, 2019-2020)
- The Temple (KBS2, 2012)
- God of War (MBC, 2012)
- Queen Seondeok (MBC, 2009)
- El regreso de Iljimae (MBC, 2009)

## Películas
- Bom yeoreum gaeul gyeoul geurigo bom (2003)
- A Little Monk (2002)
- Soul Guardians (1998)

## Premios y nominaciones
| Año  | Categoría                                                | Premio                          | Trabajo    | Resultado |
| ---- | -------------------------------------------------------- | ------------------------------- | ---------- | --------- |
| 2022 | Best Performance in a Television Series – Drama Actor    | 79th Golden Globe Award         | Squid Game | Ganador   |
| 2022 | Outstanding Performance by an Ensemble in a Drama Series | 28th Screen Actors Guild Awards | Squid Game | Nominado  |